# West Ham United Football Club 2023-2024
Questa voce raccoglie le informazioni riguardanti il West Ham United Football Club nelle competizioni ufficiali della stagione 2023-2024.

## Maglie e sponsor
|  | Casa | Trasferta | 3ª divisa |

## Organigramma societario
Consiglio di amministrazione
- Presidente: David Sullivan
- Presidente onorario: Terry Brown
- Vice presidente: Karren Brady
- Amministratore delegato: David Sullivan
- Amministratore: Jiří Švarc
- Direttore generale: Daniel Křetínský

Area tecnica
- Direttore sportivo: Mark Noble
- Direttore tecnico: Tim Steidten
- Direttore scouting: Rob Newman
- Responsabile sett. giovanile: Kenny Brown
- Allenatore: David Moyes
- Allenatori in seconda: Paul Nevin, Kevin Nolan, Billy McKinlay
- Preparatori atletici: Dave Billows
- Preparatore dei portieri: Xavi Valero
- Analisi video: Jordan Miles
- Osservatore: Alan Irvine

Area sanitaria
- Responsabile: Richard Collinge
- Medico sociale: Sean Howlett
- Fisioterapisti: Michael Spanou, Dominic Rogan

## Rosa
Rosa aggiornata al 2 febbraio 2024.
| N. |                           | Ruolo | Calciatore              |
| -- | ------------------------- | ----- | ----------------------- |
| 1  | Polonia (bandiera)        | P     | Łukasz Fabiański        |
| 2  | Inghilterra (bandiera)    | D     | Ben Johnson             |
| 3  | Inghilterra (bandiera)    | D     | Aaron Cresswell         |
| 4  | Francia (bandiera)        | D     | Kurt Zouma              |
| 5  | Rep. Ceca (bandiera)      | D     | Vladimír Coufal         |
| 7  | Inghilterra (bandiera)    | C     | James Ward-Prowse       |
| 9  | Giamaica (bandiera)       | A     | Michail Antonio         |
| 10 | Brasile (bandiera)        | C     | Lucas Paquetá           |
| 11 | Inghilterra (bandiera)    | C     | Kalvin Phillips         |
| 14 | Ghana (bandiera)          | C     | Mohammed Kudus          |
| 15 | Grecia (bandiera)         | D     | Kōnstantinos Mavropanos |
| 17 | Costa d'Avorio (bandiera) | A     | Maxwel Cornet           |
| 18 | Inghilterra (bandiera)    | A     | Danny Ings              |

| N. |                        | Ruolo | Calciatore       |
| -- | ---------------------- | ----- | ---------------- |
| 19 | Messico (bandiera)     | C     | Edson Álvarez    |
| 20 | Inghilterra (bandiera) | A     | Jarrod Bowen     |
| 21 | Italia (bandiera)      | D     | Angelo Ogbonna   |
| 23 | Francia (bandiera)     | P     | Alphonse Areola  |
| 27 | Marocco (bandiera)     | D     | Nayef Aguerd     |
| 28 | Rep. Ceca (bandiera)   | C     | Tomáš Souček     |
| 33 | Italia (bandiera)      | D     | Emerson Palmieri |
| 45 | Inghilterra (bandiera) | A     | Divin Mubama     |
| 49 | Inghilterra (bandiera) | P     | Joseph Anang     |
| 8  | Spagna (bandiera)      | C     | Pablo Fornals    |
| 22 | Algeria (bandiera)     | A     | Saïd Benrahma    |
| 24 | Germania (bandiera)    | D     | Thilo Kehrer     |

## Calciomercato
Dati aggiornati al 28 agosto 2023.

### Sessione estiva
| Acquisti         | Acquisti                | Acquisti           | Acquisti                    |
| R.               | Nome                    | da                 | Modalità                    |
| ---------------- | ----------------------- | ------------------ | --------------------------- |
| C                | Mohammed Kudus          | Ajax               | definitivo (43 milioni €)   |
| C                | Edson Álvarez           | Ajax               | definitivo (38 milioni €)   |
| C                | James Ward-Prowse       | Southampton        | definitivo (34,8 milioni €) |
| D                | Kōnstantinos Mavropanos | Stoccarda          | definitivo (20 milioni €)   |
| C                | Andy Irving             | Austria Klagenfurt | definitivo (1,76 milioni €) |
| C                | Nikola Vlašić           | Torino             | fine prestito               |
| Altre operazioni |                         |                    |                             |
| R.               | Nome                    | da                 | Modalità                    |
| D                | Arthur Masuaku          | Beşiktaş           | fine prestito               |

| Cessioni         | Cessioni          | Cessioni           | Cessioni                     |
| R.               | Nome              | a                  | Modalità                     |
| ---------------- | ----------------- | ------------------ | ---------------------------- |
| C                | Declan Rice       | Arsenal            | definitiva (116,6 milioni €) |
| A                | Gianluca Scamacca | Atalanta           | definitiva (25 milioni €)    |
| C                | Manuel Lanzini    |                    | svincolato                   |
| C                | Flynn Downes      | Southampton        | prestito                     |
| C                | Andy Irving       | Austria Klagenfurt | prestito                     |
| Altre operazioni |                   |                    |                              |
| R.               | Nome              | da                 | Modalità                     |
| C                | Nikola Vlašić     | Torino             | definitiva (12,8 milioni €)  |
| D                | Arthur Masuaku    | Beşiktaş           | definitiva (2 milioni €)     |

### Sessione invernale
| Acquisti         | Acquisti        | Acquisti        | Acquisti |
| R.               | Nome            | da              | Modalità |
| ---------------- | --------------- | --------------- | -------- |
| C                | Kalvin Phillips | Manchester City | prestito |
| Altre operazioni |                 |                 |          |
| R.               | Nome            | da              | Modalità |

| Cessioni         | Cessioni       | Cessioni        | Cessioni                       |
| R.               | Nome           | a               | Modalità                       |
| ---------------- | -------------- | --------------- | ------------------------------ |
| C                | Pablo Fornals  | Real Betis      | definitiva (8 milioni €)       |
| A                | Saïd Benrahma  | Olympique Lione | prestito oneroso (6 milioni €) |
| D                | Thilo Kehrer   | Monaco          | prestito oneroso (500 mila €)  |
| Altre operazioni |                |                 |                                |
| R.               | Nome           | da              | Modalità                       |
| C                | Conor Coventry | Charlton        | definitivo (1,16 milioni €)    |

## Risultati

### Premier League
| Arbitro: | Bankes |

|             |           |           |
| Solanke 82’ | Marcatori | 51’ Bowen |

| Arbitro: | Brooks |

|                                            |           |                 |
| Aguerd 7’ Antonio 53’ Paquetá 90+5’ (rig.) | Marcatori | 28’ Chukwuemeka |

| Arbitro: | Taylor |

|          |           |                                       |
| Groß 81’ | Marcatori | 19’ Ward-Prowse 58’ Bowen 58’ Antonio |

| Arbitro: | Tierney |

|                |           |                     |
| Andersen 90+2’ | Marcatori | 37’ Bowen 85’ Zouma |

| Arbitro: | Madley |

|                 |           |                                         |
| Ward-Prowse 36’ | Marcatori | 46’ Doku 76’ Bernardo Silva 86’ Haaland |

| Arbitro: | Kavanagh |

|                                           |           |           |
| Salah 16’ (rig.) Núñez 60’ Diogo Jota 85’ | Marcatori | 42’ Bowen |

| Arbitro: | Scott |

|                      |           |  |
| Bowen 24’ Souček 37’ | Marcatori |  |

| Arbitro: | Bankes |

|                     |           |                   |
| Souček 8’ Kudus 89’ | Marcatori | 57’ Isak 62’ Isak |

| Arbitro: | Coote |

|                                                                 |           |           |
| Douglas Luiz 30’ Douglas Luiz 52’ (rig.) Watkins 74’ Bailey 89’ | Marcatori | 56’ Bowen |

| Arbitro: | Attwell |

|  |           |                   |
|  | Marcatori | 51’ Calvert-Lewin |

| Arbitro: | Bramall |

|                                              |           |                     |
| Maupay 11’ Mavropanos 55’ (aut.) Collins 69’ | Marcatori | 19’ Kudus 26’ Bowen |

| Arbitro: | Salisbury |

|                                 |           |                        |
| Paquetá 3’ Bowen 65’ Souček 88’ | Marcatori | 44’ Awoniyi 63’ Elanga |

| Arbitro: | Barrott |

|                          |           |                                |
| Jay Rodriguez 49’ (rig.) | Marcatori | 86’ (aut.) O'Shea 90+1’ Souček |

| Arbitro: | Oliver |

|           |           |             |
| Kudus 13’ | Marcatori | 53’ Édouard |

| Arbitro: | Salisbury |

|            |           |                           |
| Romero 11’ | Marcatori | 52’ Bowen 74’ Ward-Prowse |

| Arbitro: | Tierney |

|                                                                |           |  |
| Jiménez 22’ Willian 31’ Adarabioyo 41’ Wilson 60’ Vinícius 89’ | Marcatori |  |

| Arbitro: | Kavanagh |

|                               |           |  |
| Kudus 22’ Kudus 32’ Bowen 74’ | Marcatori |  |

| Arbitro: | Hooper |

|                     |           |  |
| Bowen 72’ Kudus 78’ | Marcatori |  |

| Arbitro: | Oliver |

|  |           |                           |
|  | Marcatori | 13’ Souček 55’ Mavropanos |

| Londra 2 gennaio 2024, ore 20:30 GMT 20ª giornata | West Ham Utd | 0 – 0 referto | Brighton | London Stadium (62 462 spett.)\| Arbitro: \| Barrott \| |
| Arbitro:                                          | Barrott      |               |          |                                                         |

| Arbitro: | Salisbury |

|                                     |           |                            |
| Brereton 44’ McBurnie 90+13’ (rig.) | Marcatori | 28’ Cornet 78’ Ward-Prowse |

| Arbitro: | Robinson |

|                        |           |            |
| Ward-Prowse 61’ (rig.) | Marcatori | 3’ Solanke |

| Arbitro: | Madley |

|                                       |           |  |
| Højlund 23’ Garnacho 49’ Garnacho 84’ | Marcatori |  |

| Arbitro: | Pawson |

|  |           |                                                                         |
|  | Marcatori | 32’ Saliba 41’ (rig.) Saka 44’ Gabriel 45+2’ Trossard 63’ Saka 66’ Rice |

| Arbitro: | Bramall |

|                                 |           |  |
| Awoniyi 45+5’ Hudson-Odoi 90+4’ | Marcatori |  |

| Arbitro: | Hooper |

|                                         |           |                      |
| Bowen 5’ Bowen 7’ Bowen 63’ Emerson 69’ | Marcatori | 13’ Maupay 82’ Wissa |

| Arbitro: | Pawson |

|          |           |                                      |
| Beto 56’ | Marcatori | 62’ Zouma 90+1’ Souček 90+5’ Álvarez |

| Arbitro: | England |

|                        |           |                                    |
| Paquetá 46’ Ings 90+1’ | Marcatori | 11’ Fofana 45+1’ (aut.) Mavropanos |

| Arbitro: | Gillett |

|             |           |             |
| Antonio 29’ | Marcatori | 79’ Zaniolo |

| Arbitro: | R. Jones |

|                                                      |           |                                    |
| Isak 6’ (rig.) Isak 77’ (rig.) Barnes 83’ Barnes 90’ | Marcatori | 21’ Antonio 45+10’ Kudus 48’ Bowen |

| Arbitro: | Brooks |

|           |           |               |
| Zouma 19’ | Marcatori | 5’ B. Johnson |

| Arbitro: | Harrington |

|                    |           |                                    |
| Sarabia 33’ (rig.) | Marcatori | 72’ (rig.) Paquetá 84’ Ward-Prowse |

| Arbitro: | Attwell |

|  |           |                              |
|  | Marcatori | 9’ A. Pereira 72’ A. Pereira |

| Arbitro: | Scott |

|                                                           |           |                                 |
| Olise 7’ Eze 16’ Emerson 20’ (aut.) Mateta 31’ Mateta 64’ | Marcatori | 40’ Antonio 89’ (aut.) Mitchell |

| Arbitro: | Taylor |

|                       |           |                                 |
| Bowen 43’ Antonio 77’ | Marcatori | 48’ Robertson 65’ (aut.) Areola |

| Arbitro: | A. Madley |

|                                                              |           |  |
| Palmer 15’ Gallagher 30’ Madueke 36’ Jackson 48’ Jackson 80’ | Marcatori |  |

| Arbitro: | Oliver |

|                                       |           |            |
| Ward-Prowse 54’ Souček 66’ Earthy 77’ | Marcatori | 6’ Lokonga |

| Arbitro: | Brooks |

|                              |           |           |
| Foden 2’ Foden 18’ Rodri 59’ | Marcatori | 42’ Kudus |

Il West Ham ha concluso il suo percorso in Premier League classificandosi al nono posto.

### FA Cup
La partecipazione del West Ham alla FA Cup è cominciata a partire dal terzo turno.

#### Terzo turno
| Arbitro: | Graham Scott |

|          |           |            |
| Bowen 4’ | Marcatori | 61’ Conway |

Permanendo il risultato sul pareggio al termine dei tempi regolamentari, si è resa necessaria la disputa di una nuova sfida tra West Ham e Bristol City.

#### Terzo turno (replay)
| Arbitro: | England |

|           |           |  |
| Conway 3’ | Marcatori |  |

Con la sconfitta subita dal Bristol City per 0-1, il West Ham è stato eliminato dalla FA Cup.

### League Cup
La partecipazione del West Ham alla League Cup è cominciata a partire dal terzo turno.

#### Terzo turno
| Arbitro: | Josh Smith |

|  |           |            |
|  | Marcatori | 70’ Souček |

Con la vittoria per 1-0 sul Lincoln City, il West Ham si è qualificato al quarto turno di League Cup.

#### Quarto turno
| Arbitro: | Simon Hooper |

|                                      |           |                |
| White 16’ (aut.) Kudus 50’ Bowen 60’ | Marcatori | 90+6’ Ødegaard |

Con la vittoria per 3-1 sull'Arsenal, il West Ham si è qualificato ai quarti di finale di League Cup.

#### Quarti di finale
| Arbitro: | Tim Robinson |

|                                                        |           |           |
| Szoboszlai 28’ Jones 56’ Gakpo 71’ Salah 82’ Jones 84’ | Marcatori | 77’ Bowen |

Con la netta sconfitta per 1-5 subita dal Liverpool, il West Ham è stato eliminato ai quarti di finale di League Cup.

### UEFA Europa League
Il 1º settembre 2023 il sorteggio ha posto il West Ham nel gruppo A di Europa League insieme ad Olympiakos, Friburgo e TSC.

#### Fase a gironi
| Arbitro: | Glova |

|                           |           |            |
| Kudus 66’, 70’ Souček 82’ | Marcatori | 48’ Stanić |

| Arbitro: | Al-Hakim |

|            |           |                       |
| Sallai 49’ | Marcatori | 8’ Paquetá 66’ Aguerd |

| Arbitro: | Treimanis |

|                             |           |             |
| Fortounīs 33’ Rodinei 45+1’ | Marcatori | 87’ Paquetá |

| Arbitro: | Jug |

|             |           |  |
| Paquetà 73’ | Marcatori |  |

| Arbitro: | Lindhout |

|  |           |            |
|  | Marcatori | 89’ Souček |

| Arbitro: | Pinheiro |

|                       |           |  |
| Kudus 14’ Álvarez 42’ | Marcatori |  |

Classificandosi al 1º posto nel proprio girone di appartenenza, il West Ham si è qualificato agli ottavi di finale di Europa League.

#### Fase finale

##### Ottavi di finale
| Arbitro: | Hernández Hernández |

|                 |           |  |
| Gregoritsch 81’ | Marcatori |  |

| Arbitro: | Guida |

|                                                        |           |  |
| Paquetá 9’ Bowen 32’ Cresswell 52’ Kudus 77’ Kudus 85’ | Marcatori |  |

Con il risultato aggregato di 5-1 in proprio favore, il West Ham si è qualificato ai quarti di finale di Europa League.

##### Quarti di finale
| Arbitro: | Soares Dias |

|                            |           |  |
| Hofmann 83’ Boniface 90+1’ | Marcatori |  |

| Arbitro: | Sánchez Martínez |

|             |           |              |
| Antonio 13’ | Marcatori | 89’ Frimpong |

Con il risultato aggregato di 3-1 a favore del Bayer Leverkusen, il West Ham è stato eliminato ai quarti di finale di Europa League.

## Statistiche

### Statistiche di squadra
| Competizione   | Punti | In casa | In casa | In casa | In casa | In casa | In casa | In trasferta | In trasferta | In trasferta | In trasferta | In trasferta | In trasferta | Totale | Totale | Totale | Totale | Totale | Totale | DR  |
| Competizione   | Punti | G       | V       | N       | P       | Gf      | Gs      | G            | V            | N            | P            | Gf           | Gs           | G      | V      | N      | P      | Gf     | Gs     | DR  |
| -------------- | ----- | ------- | ------- | ------- | ------- | ------- | ------- | ------------ | ------------ | ------------ | ------------ | ------------ | ------------ | ------ | ------ | ------ | ------ | ------ | ------ | --- |
| Premier League | 52    | 19      | 7       | 8       | 4       | 31      | 28      | 19           | 7            | 2            | 10           | 29           | 46           | 38     | 14     | 10     | 14     | 60     | 74     | -14 |
| FA Cup         | -     | 1       | 0       | 1       | 0       | 1       | 1       | 1            | 0            | 0            | 1            | 0            | 1            | 2      | 0      | 1      | 1      | 1      | 2      | -1  |
| EFL Cup        | -     | 1       | 1       | 0       | 0       | 3       | 1       | 2            | 1            | 0            | 1            | 2            | 5            | 3      | 2      | 0      | 1      | 4      | 6      | -2  |
| Europa League  | 15    | 5       | 4       | 1       | 0       | 12      | 2       | 5            | 2            | 0            | 3            | 4            | 6            | 10     | 6      | 1      | 3      | 16     | 8      | +8  |
| Totale         | -     | 26      | 12      | 10      | 4       | 47      | 32      | 27           | 10           | 2            | 13           | 35           | 58           | 53     | 22     | 12     | 17     | 81     | 90     | -9  |

### Andamento in campionato
| Giornata  | 1  | 2 | 3 | 4 | 5 | 6 | 7 | 8 | 9 | 10 | 11 | 12 | 13 | 14 | 15 | 16 | 17 | 18 | 19 | 20 | 21 | 22 | 23 | 24 | 25 | 26 | 27 | 28 | 29 | 30 | 31 | 32 | 33 | 34 | 35 | 36 | 37 | 38 |
| --------- | -- | - | - | - | - | - | - | - | - | -- | -- | -- | -- | -- | -- | -- | -- | -- | -- | -- | -- | -- | -- | -- | -- | -- | -- | -- | -- | -- | -- | -- | -- | -- | -- | -- | -- | -- |
| Luogo     | T  | C | T | T | C | T | C | C | T | C  | T  | C  | T  | C  | T  | T  | C  | C  | T  | C  | T  | C  | T  | C  | T  | C  | T  | C  | C  | T  | C  | T  | C  | T  | C  | T  | C  | T  |
| Risultato | N  | V | V | V | P | P | V | N | P | P  | P  | V  | V  | N  | V  | P  | V  | V  | V  | N  | N  | N  | P  | P  | P  | V  | V  | N  | N  | P  | N  | V  | P  | P  | N  | P  | V  | P  |
| Posizione | 10 | 7 | 2 | 4 | 6 | 7 | 7 | 7 | 9 | 9  | 12 | 9  | 9  | 9  | 9  | 9  | 8  | 6  | 6  | 6  | 6  | 6  | 7  | 8  | 9  | 8  | 7  | 7  | 7  | 7  | 7  | 7  | 8  | 8  | 9  | 9  | 9  | 9  |

Legenda:

Luogo: C = Casa; T = Trasferta. Risultato: R = Rinviata; V = Vittoria; N = Pareggio; P = Sconfitta.

### Statistiche individuali
| Giocatore      | Premier League | Premier League | Premier League | Premier League | FA Cup   | FA Cup | FA Cup      | FA Cup     | EFL Cup  | EFL Cup | EFL Cup     | EFL Cup    | Europa League | Europa League | Europa League | Europa League | Totale   | Totale | Totale      | Totale     |
| Giocatore      | Presenze       | Reti           | Ammonizioni    | Espulsioni     | Presenze | Reti   | Ammonizioni | Espulsioni | Presenze | Reti    | Ammonizioni | Espulsioni | Presenze      | Reti          | Ammonizioni   | Espulsioni    | Presenze | Reti   | Ammonizioni | Espulsioni |
| -------------- | -------------- | -------------- | -------------- | -------------- | -------- | ------ | ----------- | ---------- | -------- | ------- | ----------- | ---------- | ------------- | ------------- | ------------- | ------------- | -------- | ------ | ----------- | ---------- |
| N. Aguerd      | 21             | 1              | 3              | 1              | 0        | 0      | 0           | 0          | 1        | 0       | 0           | 0          | 6             | 1             | 0             | 0             | 28       | 2      | 3           | 1          |
| E. Álvarez     | 31             | 1              | 11             | 0              | 1        | 0      | 1           | 0          | 3        | 0       | 1           | 0          | 7             | 1             | 4             | 0             | 42       | 2      | 17          | 0          |
| M. Antonio     | 26             | 6              | 6              | 0              | 0        | 0      | 0           | 0          | 0        | 0       | 0           | 0          | 6             | 1             | 1             | 0             | 32       | 7      | 7           | 0          |
| A. Areola      | 31             | -55            | 1              | 0              | 0        | 0      | 0           | 0          | 1        | -5      | 0           | 0          | 1             | -2            | 0             | 0             | 33       | -62    | 1           | 0          |
| J. Bowen       | 34             | 16             | 2              | 0              | 1        | 1      | 0           | 0          | 2        | 2       | 0           | 0          | 7             | 1             | 2             | 0             | 44       | 20     | 4           | 0          |
| K. Casey       | 1              | 0              | 0              | 0              | 0        | 0      | 0           | 0          | 0        | 0       | 0           | 0          | 0             | 0             | 0             | 0             | 1        | 0      | 0           | 0          |
| M. Cornet      | 8              | 1              | 0              | 0              | 2        | 0      | 0           | 0          | 1        | 0       | 0           | 0          | 6             | 0             | 0             | 0             | 17       | 1      | 0           | 0          |
| V. Coufal      | 35             | 0              | 7              | 1              | 2        | 0      | 0           | 0          | 2        | 0       | 0           | 0          | 7             | 0             | 1             | 0             | 46       | 0      | 8           | 1          |
| A. Cresswell   | 11             | 0              | 1              | 0              | 1        | 0      | 1           | 0          | 0        | 0       | 0           | 0          | 6             | 1             | 1             | 0             | 18       | 1      | 3           | 0          |
| G. Earthy      | 3              | 1              | 0              | 0              | 0        | 0      | 0           | 0          | 0        | 0       | 0           | 0          | 1             | 0             | 0             | 0             | 4        | 1      | 0           | 0          |
| Emerson        | 36             | 1              | 10             | 0              | 2        | 0      | 0           | 0          | 1        | 0       | 0           | 0          | 8             | 0             | 3             | 0             | 47       | 1      | 13          | 0          |
| L. Fabianski   | 10             | -20            | 0              | 0              | 2        | -1     | 0           | 0          | 2        | -1      | 0           | 0          | 9             | -6            | 0             | 0             | 23       | -28    | 0           | 0          |
| D. Ings        | 20             | 1              | 1              | 0              | 2        | 0      | 0           | 0          | 2        | 0       | 0           | 0          | 6             | 0             | 0             | 0             | 30       | 1      | 1           | 0          |
| B. Johnson     | 14             | 0              | 1              | 0              | 2        | 0      | 0           | 0          | 2        | 0       | 0           | 0          | 4             | 0             | 0             | 0             | 22       | 0      | 1           | 0          |
| M. Kudus       | 33             | 8              | 4              | 0              | 0        | 0      | 0           | 0          | 3        | 1       | 0           | 0          | 9             | 5             | 0             | 0             | 45       | 14     | 4           | 0          |
| C. Marshall    | 0              | 0              | 0              | 0              | 1        | 0      | 0           | 0          | 0        | 0       | 0           | 0          | 0             | 0             | 0             | 0             | 1        | 0      | 0           | 0          |
| K. Mavropanos  | 19             | 1              | 2              | 0              | 2        | 0      | 0           | 0          | 3        | 0       | 0           | 0          | 9             | 0             | 0             | 0             | 33       | 1      | 2           | 0          |
| D. Mubama      | 5              | 0              | 0              | 0              | 2        | 0      | 0           | 0          | 1        | 0       | 0           | 0          | 4             | 0             | 0             | 0             | 12       | 0      | 0           | 0          |
| A. Ogbonna     | 11             | 0              | 1              | 0              | 1        | 0      | 0           | 0          | 2        | 0       | 0           | 0          | 3             | 0             | 1             | 0             | 17       | 0      | 2           | 0          |
| L. Paquetá     | 31             | 4              | 10             | 0              | 1        | 0      | 0           | 0          | 2        | 0       | 0           | 0          | 9             | 4             | 2             | 0             | 43       | 8      | 12          | 0          |
| K. Phillips    | 8              | 0              | 3              | 1              | 0        | 0      | 0           | 0          | 0        | 0       | 0           | 0          | 2             | 0             | 0             | 0             | 10       | 0      | 3           | 1          |
| T. Souček      | 37             | 7              | 7              | 0              | 2        | 0      | 0           | 0          | 3        | 1       | 1           | 0          | 10            | 2             | 1             | 0             | 52       | 10     | 9           | 0          |
| J. Ward-Prowse | 37             | 7              | 4              | 0              | 2        | 0      | 1           | 0          | 2        | 0       | 0           | 0          | 10            | 0             | 0             | 0             | 51       | 7      | 5           | 0          |
| K. Zouma       | 33             | 3              | 3              | 0              | 2        | 0      | 0           | 0          | 0        | 0       | 0           | 0          | 4             | 0             | 1             | 0             | 39       | 3      | 4           | 0          |
| S. Benrahma    | 13             | 0              | 1              | 0              | 1        | 0      | 0           | 1          | 3        | 0       | 0           | 0          | 5             | 0             | 0             | 0             | 22       | 0      | 1           | 1          |
| P. Fornals     | 15             | 0              | 0              | 0              | 1        | 0      | 0           | 0          | 2        | 0       | 0           | 0          | 5             | 0             | 1             | 0             | 23       | 0      | 1           | 0          |
| T. Kehrer      | 4              | 0              | 2              | 0              | 0        | 0      | 0           | 0          | 3        | 0       | 0           | 0          | 5             | 0             | 1             | 0             | 12       | 0      | 3           | 0          |